# Рябцево (Калузька область)
Рябцево (рос. Рябцево) — присілок в Малоярославецькому районі Калузької області Російської Федерації.
Населення становить 305 осіб. Входить до складу муніципального утворення Присілок Рябцево.

## Історія
Від 2004 року входить до складу муніципального утворення Присілок Рябцево.

## Населення
| 2002 | 2010 |
| ---- | ---- |
| 337  | ↘305 |